# Heinz Hugo Hoffmann
Heinz Hugo Hoffmann (* 13. Juni 1906 in Mainz; † 31. Mai 1989 in Darmstadt) war ein deutscher Jurist, der während des „Dritten Reichs“ als Beisitzender Richter am Sondergericht Nürnberg tätig war.

## Leben

### Ausbildung und Wirken
Heinz Hugo Hoffmann wuchs in Darmstadt auf. Er studierte Rechtswissenschaften an den Universitäten Frankfurt am Main, München, Genf und Gießen. Mit einem Stipendium ging er nach Großbritannien; seine Doktorarbeit verfasste er über englisches Verwaltungsrecht. Zwischen 1934 und 1938 war er als Staatsanwalt in Offenbach tätig. Anfangs von „gemäßigt-liberaler“ Einstellung, wandte sich Hoffmann nach der Machtübernahme der Nationalsozialisten verstärkt deutsch-nationalen Ansichten zu. Am 21. Mai 1937 beantragte Hoffmann die Aufnahme in die NSDAP und wurde rückwirkend zum 1. Mai desselben Jahres aufgenommen (Mitgliedsnummer 4.913.383). 1938 kam er als Landgerichtsrat nach Nürnberg und wurde 1940 Beisitzer des Sondergerichts. Hoffmann war verheiratet und zweifacher Familienvater.
Im März 1942 wirkte Hoffmann als Beisitzender Richter am Sondergericht Nürnberg in dem unter dem Vorsitz von Oswald Rothaug geführten Schauprozess gegen den jüdischen Nürnberger Kaufmann Leo Katzenberger und die Fotografin Irene Seiler, denen Verstöße gegen das „Blutschutzgesetz“, im Fall von Leo Katzenberger auch ein Verstoß gegen die „Volksschädlingsverordnung“, zur Last gelegt wurden, mit. Katzenberger wurde im März 1942 von Rothaug und den beiden Beisitzern Karl Josef Ferber und Heinz Hugo Hoffmann zum Tode verurteilt.

### Nachkriegszeit
Nach dem Ende des Zweiten Weltkriegs wurde Hoffmann aus dem Staatsdienst entlassen, ließ sich in Darmstadt nieder, war als Jurist zunächst beschäftigungslos und begann eine Maurerausbildung.
Im Rahmen des „Nürnberger Juristenprozesses“ wurde Hoffmann im März 1947 als Zeuge befragt. Seine detaillierten Aussagen über insgesamt zwölf Todesurteile des Sondergerichts Nürnberg lassen die Mitwirkung Hoffmanns als Beisitzer bei weiteren Todesurteilen als durchaus möglich und auch weitgehend gesichert erscheinen. In der Öffentlichkeit wurde jedoch ausschließlich seine Mitwirkung im Katzenberger-Prozess thematisiert. Die Angeklagte Seiler schilderte Hoffmann in seiner Aussage als eine „in geschlechtlicher Hinsicht leicht zugängliche Frau, die den Wünschen eines Mannes sehr wenig Widerstand entgegensetzt“. Der Richterspruch im Katzenberger-Prozess sei für ihn „unbefriedigend und niederdrückend“ gewesen; das Urteil sei, aus seiner heutigen Sicht, „untragbar, ungerecht und unmenschlich“ gewesen. Er habe sich jedoch bei seiner Urteilsfindung „an das Gesetz gebunden gefühlt, auch hinsichtlich der Rassenschande“. Hoffmann lehnte in seiner Aussage eine eigene Mitverantwortung ab; seine Rolle sei die eines „kleinen Beisitzers“ gewesen, der nichts Unrechtes tun konnte. Die Verantwortung für die Todesurteile lastete er alleine Rothaug an, „gegen dessen außerordentliche Energie es nicht möglich war, anzukommen“. Weiters erklärte Hoffmann, er habe dem Todesurteil nur unter dem Druck Rothaugs zugestimmt.

### Juristische Aufarbeitung
Ab 1950 führte Hoffmann eine eigene Rechtsanwaltskanzlei in Darmstadt, die er später zur Sozietät erweiterte. Diese Kanzlei führte er ohne Unterbrechung, wenn auch gesundheitlich eingeschränkt, später als Seniorpartner weiter. Nachgewiesen ist eine Tätigkeit bis Ende der 1970er Jahre.
Im April 1960 leitete die Staatsanwaltschaft Nürnberg, kurz vor Ablauf der ab Befreiung vom Nationalsozialismus gerechneten Verfolgungsverjährung für Totschlag (damals 15 Jahre; erst 1969 auf 20 Jahre verlängert), ein Ermittlungsverfahren gegen Rothaug, Ferber und Hoffmann ein, wegen „Rechtsbeugung, vorsätzlicher Tötung und Beihilfe“. Ende 1967 legten die Nürnberger Staatsanwälte schließlich die Anklageschrift vor, in der Ferber und Hoffmann als Beschuldigte genannt wurden; Rothaug war Anfang Dezember 1967 verstorben. Im Frühjahr 1968 wurde der Prozess gegen Ferber und Hoffmann eröffnet. Im Prozess vor dem LG Nürnberg-Fürth machte Hoffmann geltend, er „habe es im Rahmen der seinerzeitigen Urteilsfindung »menschlich« sogar als Erleichterung empfunden, dass Katzenberger als Jude unter den damaligen Umständen »sowieso ein toter Mann gewesen« sei, egal wie das Urteil des Sondergerichts ausfallen würde“. Im April 1968 wurden Ferber und Hoffmann wegen Totschlags in einem minder schweren Fall verurteilt. Hoffmann wurde zu zwei Jahren Gefängnis verurteilt; ein Haftbefehl erging jedoch nicht. Nachdem Staatsanwaltschaft und Verteidigung Revision eingelegt hatten, hob der Bundesgerichtshof (BGH) im August 1970 das Nürnberger Ersturteil auf und verwies die Sache an das Schwurgericht zurück: Es sei zu prüfen, ob ein niedriger Beweggrund vorgelegen habe und eine Verurteilung wegen Mordes angezeigt sei. Nachdem bei Ferber, der inzwischen 69 Jahre alt war, wegen Verkalkungen im Gehirn und schwerer Gelenkveränderungen der Wirbelsäule Verhandlungsunfähigkeit festgestellt worden war, erging ein Einstellungsbeschluss, gleichzeitig für Hoffmann geltend, gegen den die beiden Töchter Katzenbergers jedoch als Nebenklägerinnen Beschwerde einlegten.
Das Verfahren gegen Hoffmann wurde fortgesetzt; dieser versuchte jedoch ebenfalls, sich dem Verfahren wegen Krankheit zu entziehen. Im Januar 1972 wurde Hoffmann daher in Darmstadt amtsärztlich untersucht; es wurde Verhandlungsfähigkeit festgestellt. Im Januar 1973 begann vor dem Nürnberger Schwurgericht der neuerliche Prozess gegen Hoffmann. Es war der letzte Prozess, der gegen einen ehemaligen Nazi-Richter in der Bundesrepublik Deutschland geführt wurde. Wegen eines Bandscheibenleidens galt Hoffmann mittlerweile nur noch als „bedingt verhandlungsfähig“. Ab Sommer 1973 wurde Hoffmann in einem Sanatorium für neurologisch-psychiatrische Leiden in Hofheim am Taunus behandelt. Kurz vor dem anberaumten Termin für die Plädoyers im November 1973 legte Hoffmann ein weiteres Attest vor, das ihn wegen eines „depressiven Syndroms“ mit „psychomotorischer Hemmung“ im Gehirn für „verhandlungsunfähig“ erklärte. Im August 1976 wurde das Verfahren gegen Hoffmann auf Beschluss der 5. Strafkammer des LG Nürnberg-Fürth endgültig eingestellt; ein umfangreiches psychologisches Gutachten hatte seine dauerhafte Verhandlungsunfähigkeit festgestellt. Den Beschluss stützte das LG nicht auf die „körperliche Hilfsbedürftigkeit“ Hoffmanns, sondern auf dessen „intellektuelle und emotionale Störungen“. Der Angeklagte sei wegen seines „hirnorganischen Altersabbaus für eine langandauernde, sachlich komplizierte und emotional belastende Gerichtsverhandlung als verhandlungsunfähig anzusehen“, so das Gericht, das dem Antrag der Staatsanwaltschaft, die zunächst nur eine vorübergehende Handlungsunfähigkeit beantragt hatte, in diesem Punkt nicht folgte.
Bis 1985 war Hoffmann noch als Anwalt, wenn auch mit reduzierter Kapazität, in „emotional für ihn unkomplizierten Fällen“ in seiner Kanzlei in Darmstadt tätig und weiterhin beim OLG Frankfurt zugelassen. Im Januar 1985, in Hoffmanns 79. Lebensjahr, schloss der Nürnberger Staatsanwalt Ludwig Prandl das seit 25 Jahren anhängige Verfahren mit dem Vermerk: „Seine Tat bleibt ungesühnt.“ endgültig ab.